# Danh sách nhóm quốc gia
 Các nhóm quốc gia hoặc khu vực thường được gọi bằng một thuật ngữ duy nhất (từ, cụm từ hoặc viết tắt). Nguồn gốc của các nhóm như vậy bao gồm các liên minh chính trị, các tổ chức liên chính phủ, khu vực thị trường kinh doanh và chủ nghĩa thông tục.

## A
- APAC: Châu Á-Thái Bình Dương
- America: Cách sử dụng khác nhau; có thể chỉ Hoa Kỳ hoặc tất cả các quốc gia Châu Mỹ.
- ANZ: Úc và New Zealand [1]
- ANZIT: Úc - New Zealand - Ý Quan hệ ba bên
- ANZUK: Quan hệ ba bên giữa Úc, New Zealand và Vương quốc Anh.
- APJ: Châu Á Thái Bình Dương và Nhật Bản [2]
- APSG: Châu Á Thái Bình Dương và Singapore
- Liên minh châu Phi (AU) là một liên minh lục địa bao gồm tất cả 55 quốc gia trên lục địa châu Phi.
- Diễn đàn Hợp tác kinh tế châu Á-Thái Bình Dương (APEC) là diễn đàn của 21 nền kinh tế thành viên của Vành đài Thái Bình Dương nhằm thúc đẩy tự do thương mại trên toàn khu vực châu Á-Thái Bình Dương
- Bốn con hổ châu Á còn được gọi là "Bốn con rồng châu Á" hay "Bốn con rồng nhỏ", là nền kinh tế của Hồng Kông, Singapore, Hàn Quốc và Đài Loan, đã trải qua quá trình công nghiệp hóa nhanh chóng và duy trì tốc độ tăng trưởng đặc biệt từ đầu những năm 1960 (giữa những năm 1950 Hồng Kông) và những năm 1990. Đến đầu thế kỷ 21, cả bốn nước đã phát triển thành các nền kinh tế có thu nhập cao (các nước phát triển), chuyên về các lĩnh vực có lợi thế cạnh tranh
- Arab League, một tổ chức khu vực của các quốc gia Ả Rập và xung quanh Bắc Phi, Sừng châu Phi và Ả Rập, Algeria, Bahrain, Comoros, Djibouti, Ai Cập, Iraq, Jordan, Kuwait, Lebanon, Libya, Mauritania, Morocco, Oman, Palestine, Qatar, Ả Rập Saudi, Somalia, Sudan, Syria, Tunisia, Các tiểu vương quốc Ả Rập thống nhất, Yemen, để củng cố mối quan hệ giữa các quốc gia thành viên và phối hợp hợp tác giữa họ, nhằm bảo đảm độc lập và chủ quyền của họ, và nhằm xem xét một cách tổng quát công việc và lợi ích của các nước Ả Rập
- ASEAN, Hiệp hội các quốc gia Đông Nam Á, một tổ chức khu vực bao gồm 10 quốc gia Đông Nam Á
- ASEAN + 3: Các nước ASEAN, cộng với Trung Quốc, Nhật Bản và Hàn Quốc [3]
- Hiệp hội các quốc gia Caribbean

## B
- Baltic, ba quốc gia có chủ quyền ở Bắc Âu trên bờ biển phía đông của Biển Baltic: Estonia, Latvia và Litva.
- Các nước BASIC, bốn nước lớn mới công nghiệp hóa, Brazil, Nam Phi, Ấn Độ, Trung Quốc, cùng chung tay hành động về biến đổi khí hậu và giảm phát thải
- Benelux là một liên minh chính trị - kinh tế của ba quốc gia láng giềng ở Tây Âu: Bỉ, Hà Lan và Luxembourg.
- Big Four (Tây Âu) dùng để chỉ Pháp, Đức, Ý và Vương quốc Anh. Các quốc gia này được coi là các cường quốc châu Âu và họ là các quốc gia Tây Âu được đại diện riêng với tư cách là thành viên đầy đủ của G7, G8, G-10 và G20.
- BIMSTEC, Một nhóm các quốc gia ở Nam Á và Đông Nam Á quanh Vịnh Bengal để thúc đẩy hợp tác kinh tế và công nghệ, bao gồm Bangladesh, Bhutan, Ấn Độ, Myanmar, Nepal, Sri Lanka và Thái Lan.
- BRIC, Brazil, Nga, Ấn Độ và Trung Quốc, tất cả được coi là ở giai đoạn tương tự của sự phát triển kinh tế mới tiên tiến
- BRICS: Brazil, Nga, Ấn Độ, Trung Quốc và Nam Phi
- BSEC, Tổ chức Hợp tác Kinh tế Biển Đen là một tổ chức khu vực tập trung vào các sáng kiến chính trị và kinh tế đa phương nhằm tăng cường hợp tác ở khu vực Biển Đen.

## C
- CALA: Trung Mỹ và Mỹ Latinh, hoặc Caribbean và Mỹ Latinh
- CAME: Trung Á và Trung Đông
- CANZUK, liên minh cá nhân hiện tại và tổ chức quốc tế được đề xuất bao gồm Canada, Úc, New Zealand và Vương quốc Anh.
- CARICOM, Cộng đồng Caribe, một tổ chức của 15 quốc gia và khu vực phụ thuộc Caribe
- CEFTA, Hiệp định thương mại tự do Trung Âu, các thành viên hiện tại là: Montenegro, Serbia, Albania, Bosnia-Herzegovina, Moldova, Bắc Macedonia và UNMIK cho lãnh thổ Kosovo.
- CARIFTA, Hiệp hội thương mại tự do Caribbean
- CIVETS, sáu quốc gia thuộc thị trường mới nổi, Colombia, Indonesia, Việt Nam, Ai Cập, Thổ Nhĩ Kỳ và Nam Phi, một nền kinh tế đa dạng và năng động và dân số trẻ, ngày càng tăng
- CLMV, Campuchia, Lào, Myanmar và Việt Nam ở Đông Nam Á, các thành viên của ASEAN
- Comecon, tên chính thức là Hội đồng tương trợ kinh tế, bao gồm các nền kinh tế xã hội chủ nghĩa trong thế giới Cộng sản: Liên Xô, Bulgaria, Cuba, Tiệp Khắc, Đông Đức, Hungary, Mông Cổ, Ba Lan, Romania và Việt Nam. Tổ chức này tồn tại từ năm 1949 đến năm 1991 trong thời kì Chiến tranh Lạnh.
- Cộng đồng Dân chủ và Quyền của các Quốc gia, là một nhóm cộng đồng các Cộng đồng các quốc gia không được công nhận củng cố mối quan hệ chính trị chặt chẽ hơn. Các thành viên bao gồm Abkhazia, Nam Ossetia, Transnistria và Cộng hòa Artsakh.
- Cộng đồng các quốc gia độc lập (CIS), là một liên minh chính trị giữa các nước Cộng hòa Xô viết cũ của Nga, Armenia, Azerbaijan, Belarus, Moldova, Kazakhstan, Kyrgyzstan, Tajikistan, Turkmenistan, Uzbekistan.
- Khối Thịnh vượng chung Anh, 53 quốc gia thành viên hầu hết đều từng là các thuộc địa cũ của Đế quốc Anh.
- Cộng đồng các quốc gia nói tiếng Bồ Đào Nha
- Tổ chức Hiệp ước An ninh Tập thể, một liên minh quân sự giữa Nga, Armenia, Belarus, Kazakhstan, Kyrgyzstan, Tajikistan và các quan sát viên bao gồm Serbia và Afghanistan.
- Hội đồng châu Âu, liên minh chính trị của 47 quốc gia châu Âu.
- CEE: Trung và Đông Âu [4]
- CUSA: Canada và Hoa Kỳ

## D
- Ủy ban hỗ trợ phát triển (DAC), là một diễn đàn để thảo luận về các vấn đề xung quanh viện trợ, phát triển và giảm nghèo ở các nước đang phát triển, các nước tài trợ lớn của thế giới, Úc, Liên minh châu Âu, Iceland, New Zealand, Hàn Quốc, Áo, Phần Lan, Ireland, Na Uy, Tây Ban Nha, Bỉ, Pháp, Ý, Ba Lan, Thụy Điển, Canada, Đức, Nhật Bản, Bồ Đào Nha, Thụy Sĩ, Cộng hòa Séc, Hy Lạp, Luxembourg, Slovakia, Vương quốc Anh, Đan Mạch, Hungary, Hà Lan, Slovenia và Hoa Kỳ.
- DACH: Đa số các quốc gia nói tiếng Đức ở Trung Âu (không bao gồm Công quốc Liechtenstein). Sử dụng tên tiếng Đức của Đức, tên tiếng Anh của Áo và tên Latin của Thụy Sĩ. Đức (Deutschland), Áo (Austria) và Thụy Sĩ (Confoederatio Helvetica)
- DOS: Đức, Áo và Thụy Sĩ (đối với tên tương ứng của các quốc gia ở Đức: Deutschland, Österreich, và Schweiz) (không phổ biến, DACH được sử dụng rộng rãi)

## E
- Cộng đồng Đông Phi (EAC) là một tổ chức liên chính phủ bao gồm 6 quốc gia trong khu vực Hồ Lớn châu Phi ở miền đông châu Phi: Burundi, Kenya, Rwanda, Nam Sudan, Tanzania và Uganda.
- Quan hệ đối tác phương Đông, một nhóm các nước cộng hòa thuộc Liên Xô cũ đã xây dựng mối quan hệ kinh tế và chính trị chặt chẽ hơn với Liên minh châu Âu. Các thành viên bao gồm Armenia, Azerbaijan, Belarus, Gruzia, Moldova và Ukraine.
- Tổ chức Hợp tác Kinh tế (ECO), Afghanistan, Azerbaijan, Iran, Kazakhstan, Slovak, Pakistan, Tajikistan, Thổ Nhĩ Kỳ, Turkmenistan, Uzbekistan, một tổ chức chính trị và kinh tế, một diễn đàn để thảo luận về cách cải thiện phát triển và thúc đẩy cơ hội thương mại và đầu tư, mục tiêu là để thiết lập một thị trường duy nhất cho hàng hóa và dịch vụ.
- EEA: Khu vực kinh tế châu Âu, bao gồm các quận của Liên minh châu Âu, cộng với Na Uy, Iceland và Liechtenstein
- EAEU: Liên minh kinh tế Á-Âu, một liên minh kinh tế của Belarus, Kazakhstan, Nga, Armenia, Kyrgyzstan và thành viên quan sát viên Moldova.
- EU, Liên minh châu Âu, một liên minh chính trị và kinh tế của 27 quốc gia thành viên chủ yếu ở châu Âu.
- EU + EEA + CH: Liên minh châu Âu + Khu vực kinh tế châu Âu + Thụy Sĩ, dấu hiệu có thể nhìn thấy rất thường xuyên được hiển thị trên các sân bay Khu vực Schengen
- EFTA: Hiệp hội thương mại tự do châu Âu
- EMEA: Châu Âu, Trung Đông và Châu Phi
- EMEAI: Châu Âu, Trung Đông, Châu Phi và Ấn Độ
- ENWA: Châu Âu và Tây Bắc Á

## F
- Five Eyes (FVEY), là một liên minh tình báo tiếng Anh bao gồm Úc, Canada, New Zealand, Vương quốc Anh và Hoa Kỳ.
- Bốn con hổ châu Á, nền kinh tế của Hồng Kông, Singapore, Hàn Quốc, Đài Loan, đã trải qua quá trình công nghiệp hóa nhanh chóng và duy trì tốc độ tăng trưởng đặc biệt cao, hiện đã phát triển thành các nền kinh tế tiên tiến và thu nhập cao.
- FLAME: Pháp - Mỹ Latinh
- Francamérique: Tỉnh hải ngoại và lãnh thổ hải ngoại thuộc Pháp ở Châu Mỹ
- FRES: Pháp và Tây Ban Nha (theo tiếng Tây Ban Nha là España)
- FRIT: Pháp và Ý
- FRITES: Pháp, Ý và Tây Ban Nha (theo tiếng Tây Ban Nha là España)

## G
- Các quốc gia G4, Brazil, Đức, Ấn Độ và Nhật Bản, gồm 4 quốc gia ủng hộ lẫn nhau sự ứng cử vào ghế thành viên thường trực trong Hội đồng Bảo an Liên Hợp Quốc.
- Nhóm Quản trị Toàn cầu (G3), một nhóm gồm 30 quốc gia thành viên có nền kinh tế vừa và nhỏ, cùng nhau cung cấp đại diện và qua trình vào G20.
- Nhóm Hai (G2), Hoa Kỳ và Trung Quốc (không chính thức) tập trung vào quan hệ Trung-Mỹ. Được coi là hai trong số các quốc gia có ảnh hưởng và quyền lực nhất trên thế giới
- G6 của EU - Pháp, Đức, Ý, Ba Lan, Tây Ban Nha và Vương quốc Anh với dân số đông nhất và do đó chiếm đa số phiếu trong Hội đồng Liên minh châu Âu
- Nhóm Bảy (G7), Canada, Pháp, Đức, Ý, Nhật Bản, Vương quốc Anh, Hoa Kỳ, bảy nền kinh tế lớn nhất thế giới được báo cáo bởi Quỹ Tiền tệ Quốc tế.
- G8 + 5, các quốc gia G8, cộng với năm nền kinh tế mới nổi hàng đầu (Brazil, Trung Quốc, Ấn Độ, Mexico và Nam Phi).
- G20, hoặc Nhóm hai mươi, gồm 20 nền kinh tế lớn, Argentina, Úc, Brazil, Canada, Trung Quốc, Liên minh châu Âu, Pháp, Đức, Ấn Độ, Indonesia, Ý, Nhật Bản, Hàn Quốc, Mexico, Nga, Ả Rập Xê Út, Nam Phi, Thổ Nhĩ Kỳ, Vương quốc Anh, Hoa Kỳ, để nghiên cứu, xem xét và thúc đẩy thảo luận cấp cao về các vấn đề chính sách liên quan đến việc thúc đẩy sự ổn định tài chính quốc tế.
- Nhóm 77 (G77), một liên minh lỏng lẻo của các quốc gia đang phát triển, được tạo ra để thúc đẩy lợi ích kinh tế tập thể của các thành viên và tạo ra khả năng đàm phán chung được tăng cường tại Liên Hợp Quốc.
- Tổ chức vì Dân chủ và Phát triển Kinh tế GUAM: Gruzia, Ukraine, Azerbaijan và Moldova
- Hội đồng hợp tác vùng Vịnh, Bahrain, Kuwait, Oman, Qatar, Ả Rập Saudi và UAE. Một liên minh chính trị và kinh tế liên chính phủ khu vực bao gồm tất cả các quốc gia Ả Rập thuộc Vịnh Ba Tư, ngoại trừ Iraq.
- Đại Trung Hoa: Trung Quốc đại lục, Hồng Kông, Ma Cao và Đài Loan
- GAS: Đức, Áo và Thụy Sĩ (không phổ biến, DACH được sử dụng rộng rãi hơn)

## I
- Diễn đàn đối thoại IBSA, Ấn Độ, Brazil, Nam Phi, là một nhóm quốc tế gồm ba bên được tạo ra để thúc đẩy hợp tác quốc tế giữa các quốc gia này.
- IMEA: Ấn Độ, Trung Đông và Châu Phi
- Inner Six- các quốc gia thành viên sáng lập của Cộng đồng Châu Âu.
- International Solar Alliance, Liên minh năng lượng mặt trời quốc tế (ISA) là một liên minh gồm hơn 122 quốc gia do Ấn Độ khởi xướng, hầu hết là các quốc gia có ánh sáng mặt trời, nằm hoàn toàn hoặc một phần giữa chí tuyến Bắc và vùng trung tâm chí tuyến Nam.
- Hội đồng liên nghị về Chính thống giáo, tổ chức liên nghị viện gồm 21 nghị viện quốc gia đại diện cho các Kitô hữu Chính thống.

## L
- La Francophonie: là cộng đồng các quốc gia và vùng lãnh thổ có sử dụng tiếng Pháp, sử dụng như một ngôn ngữ chung hay ngôn ngữ thông thường
- LATAM: Mỹ Latinh
- LATCAR: Mỹ Latinh và Caribbean [5]
- Levant: Síp, Israel, Jordan, Liban, Palestine, Syria (bao gồm: Ai Cập, Iraq, Thổ Nhĩ Kỳ, Hy Lạp)

## M
- Mercosur (Thị trường chung Nam Mỹ), Argentina, Brazil, Paraguay, Uruguay, để thúc đẩy thương mại tự do và sự dịch chuyển của hàng hóa, con người và tiền tệ.
- MIKTA, một tổ chức quan hệ đối tác không chính thức giữa Mexico, Indonesia, Hàn Quốc, Thổ Nhĩ Kỳ, Úc, để hỗ trợ quản trị toàn cầu hiệu quả.
- MINT, gồm các nền kinh tế Mexico, Indonesia, Nigeria và Thổ Nhĩ Kỳ.
- MART: Trung Đông, Châu Phi, Nga và Thổ Nhĩ Kỳ
- MEA: Trung Đông và Châu Phi
- MEATI: Trung Đông, Châu Phi, Thổ Nhĩ Kỳ & Ấn Độ [6]
- MEESA: Trung Đông, Đông và Nam Phi
- MENA: Trung Đông và Bắc Phi
- MEP: Trung Đông và Pakistan [7]
- META: Trung Đông, Thổ Nhĩ Kỳ và Châu Phi

## N
- NAC: Bắc Mỹ và Caribê
- NATO: Tổ chức hiệp ước Bắc Đại Tây Dương; NATO là một liên minh quân sự nhằm ngăn chặn sự ảnh hưởng của Liên Xô.
- NAFTA: Hiệp định thương mại tự do Bắc Mỹ, là một thỏa thuận được ký kết bởi Canada, Mexico và Hoa Kỳ, tạo ra một khối thương mại ba bên ở Bắc Mỹ.
- Next Eleven (N11), gồm 11 quốc gia bao gồm Bangladesh, Ai Cập, Indonesia, Iran, Mexico, Nigeria, Pakistan, Philippines, Thổ Nhĩ Kỳ, Hàn Quốc và Việt Nam - được xác định là có tiềm năng cao trở thành các nước phát triển, cùng với các nước BRICS, trong số các nền kinh tế lớn nhất thế giới trong thế kỷ 21.
- NACE: Bắc Đại Tây Dương và Trung Âu
- NALA: Bắc Mỹ và Mỹ Latinh
- NORAM hoặc NA hoặc NAMER: Khu vực Bắc Mỹ (Canada, Hoa Kỳ và Mexico)
- Nordics: ngoài các quốc gia Scandinavi Đan Mạch, Na Uy và Thụy Điển, cũng có Phần Lan và Iceland.
- NWA: Tây Bắc Á

## O
- OIC, Tổ chức Hợp tác Hồi giáo là một tổ chức quốc tế được thành lập năm 1969, bao gồm 57 quốc gia thành viên, với dân số hơn 1,8 tỷ vào năm 2015 và 54 quốc gia là quốc gia có Hồi giáo chiếm đa số.
- OAS, Tổ chức các quốc gia châu Mỹ, là một tổ chức lục địa của 35 quốc gia độc lập ở Bắc và Nam Mỹ
- OECD, Tổ chức Hợp tác và Phát triển Kinh tế, để thúc đẩy tăng trưởng nền kinh tế và thương mại thế giới, các quốc gia cam kết dân chủ và kinh tế thị trường, hầu hết các thành viên OECD là đều những nền kinh tế có thu nhập cao với Chỉ số Phát triển Con người (HDI) rất cao và được coi là các nước phát triển.
- OECS, một nhóm các quốc đảo nằm ở phía đông Caribe.
- OIAS, Tổ chức các bang Ibero-Mỹ, một tổ chức của các quốc gia nói tiếng Bồ Đào Nha và Tây Ban Nha của châu Mỹ, châu Phi và châu Âu.
- OPEC, Tổ chức các nước xuất khẩu dầu mỏ, 13 quốc gia thành viên chiếm khoảng 42% sản lượng dầu toàn cầu và 73% trữ lượng dầu đã được chức thức trên thế giới.

## P
- P5, thành viên thường trực của Hội đồng Bảo an Liên Hợp Quốc, Trung Quốc, Pháp, Nga, Vương quốc Anh và Hoa Kỳ.
- Liên minh Thái Bình Dương, một khối thương mại của các quốc gia giáp Thái Bình Dương. Thành viên thường trực bao gồm Chile, Colombia, Mexico và Peru.
- Pacific Pumas, một nhóm chính trị và kinh tế của các quốc gia dọc theo bờ biển Thái Bình Dương của Mỹ Latinh bao gồm Chile, Colombia, Mexico và Peru. Thuật ngữ này đề cập đến bốn thị trường mới nổi ở Mỹ Latinh Thái Bình Dương có chung xu hướng đặc điểm là nền kinh tế tăng trưởng tích cực, nền tảng kinh tế vĩ mô ổn định, quản trị được cải thiện và mở cửa cho hội nhập toàn cầu.
- Câu lạc bộ Paris, một nhóm các quốc gia chủ nợ lớn mà các quan chức gặp nhau mười lần một năm tại thành phố Paris, với mục đích tìm giải pháp phối hợp và bền vững cho những khó khăn thanh toán mà các quốc gia con nợ gặp phải.
- PIGS, cũng có thể là PIIGS, nền kinh tế của các quốc gia Bồ Đào Nha, Hy Lạp, Tây Ban Nha, Ý và/hoặc Ireland.

## R
- Rio Group, là một tổ chức quốc tế của Mỹ Latinh và một số quốc gia Caribe đã được tổ chức thành công vào năm 2010 bởi Cộng đồng các quốc gia Mỹ Latinh và Caribbean.
- ROME: Phần còn lại của Trung Đông

## S
- SAARC, một liên minh địa chính trị của các quốc gia ở Nam Á
- SCA: Nam và Trung Mỹ
- Scandinavia: Đan Mạch, Na Uy và Thụy Điển (trong một số định nghĩa, Phần Lan được đưa vào do có mối quan hệ lịch sử mạnh mẽ với Thụy Điển)
- Tổ chức Hợp tác Thượng Hải (SCO), Một tổ chức chính trị, kinh tế và an ninh Á-Âu bao gồm các quốc gia Trung Quốc, Kazakhstan, Kyrgyzstan, Nga, Tajikistan, Uzbekistan, Ấn Độ và Pakistan.
- SaarLorLux: Saarland, Lorraine, Luxembourg
- SEA: Đông Nam Á
- Nam nón (Cono Sur): Argentina, Chile, Paraguay, Uruguay và Nam Brazil.

## T
Hội đồng Turkic: một tổ chức quốc tế bao gồm một số quốc gia Turkic (Thổ Nhĩ Kỳ, Azerbaijan, Kazakhstan, Uzbekistan, Kyrgyzstan) và Hungary.

## U
- Vương quốc Anh (Anh), một quốc gia ở Tây Âu bao gồm Anh, Scotland, Wales và Bắc Ireland.
- Liên hợp quốc (UN), một tổ chức liên chính phủ nhằm thúc đẩy hợp tác quốc tế, có 193 quốc gia thành viên.
- Liên minh Nhà nước Á-Âu (USE), một quốc gia có chủ quyền được tạo thành từ Nga và Bêlarut.

## V
- V4, NhómVisegrád, một liên minh của 4 quốc gia Trung Âu: Cộng hòa Séc, Hungary, Ba Lan và Slovakia.
- VISTA (Việt Nam, Indonesia, Nam Phi, Thổ Nhĩ Kỳ và Argentina) là một thị trường mới nổi được đề xuất vào năm 2006 bởi Viện nghiên cứu kinh tế BRICs của Nhật Bản.